# Жовтень 2005
Події жовтня 2005 року

## 3 жовтня
- Лауреатами Нобелівської премії за 2005 рік у галузі медицини та фізіології стали Баррі Маршалл та Робі Уорен за дослідження «впливу бактерії Helicobacter pylori на виникнення гастриту і виразки шлунку і дванадцятипалої кишки».[1]

## 4 жовтня
- Лауреатами Нобелівської премії за 2005 рік у галузі фізики стали Рой Ґлаубер (Roy J. Glauber) із Гарвардського Університету, Кембридж, США, за внесок у квантову теорію оптичної когерентності, а також Джон Голл (John L. Hall) із Університету Колорадо, США, та Теодор Вольфганг Генш (Theodor W. Hänsch) із Університету Людвіґа Максиміліана, Мюнхен, Німеччина, за їх внесок у розвиток лазерної прецизійної спектроскопії.[2]

## 5 жовтня
- Лауреатами Нобелівської премії за 2005 рік у галузі хімії стали  [Архівовано 13 жовтня 2005 у Wayback Machine.] Ів Ковен з Інституту нафти (Рей-Мальмезон, Франція) та американці Роберт Ґраббс з Каліфорнійського технологічного інституту в Пасадені та Річард Шрок з Массачусетського технологічного інституту в Кембриджі за розробку метатезисного методу в органічній хімії. Цей метод уможливив промисловий синтез цілої низки речовин — від феромонів комах до природних лікарських препаратів.

## 7 жовтня
- Лауреатами Нобелівської премії миру за 2005 рік стали  [Архівовано 13 жовтня 2005 у Wayback Machine.] Міжнародне Агентство з Атомної Енергії (МАГАТЕ) та його голова Мохамед ель-Барадеї (Mohamed ElBaradei), за докладені ними зусилля не допустити використання ядерної енергії у військових цілях та зробити використання ядерної енергії у мирних цілях максимально безпечним.

## 8 жовтня
- Землетрус у Кашмірі стався о 8:50:38 зранку за часом Пакистану (03:50:38 UTC), із епіцентром у адміністрованому Пакистаном регіоні Кашміру. Сила поштовхів склала 7,6 балів за шкалою магнітуди. Попередні оцінки уряду Пакистану кількості жертв землетрусу: приблизно 30 000 загиблих та 46 000 травмованих.

## 10 жовтня
- Лауреатами премії Пам'яті Нобеля Банку Швеції в галузі економіки за 2005 рік стали  [Архівовано 5 вересня 2008 у Wayback Machine.] Роберт Ауманн (Robert J. Aumann), Єрусалимський університет, Ізраїль, та Томас Шеллінґ (Thomas C. Schelling), Університет Меріленду, США, за «покращання нашого розуміння конфліктів і співпраці засобами аналізу теорії ігор»[3].

## 13 жовтня
- Лауреатами Нобелівської премії в галузі літератури за 2005 рік[4] став Гарольд Пінтер (Harold Pinter), Велика Британія.[5].